# Clistopyga recurva
Clistopyga recurva là một loài tò vò trong họ Ichneumonidae.